# Hans Keiter
Hans Keiter (22 maart 1910 – 8 september 2005) was een Duits handballer.
Op de Olympische Spelen van 1936 in Berlijn won hij de gouden medaille met Duitsland. Keiter speelde twee wedstrijden.
Willy Bandholz · Wilhelm Baumann · Helmut Berthold · Helmut Braselmann · Wilhelm Brinkmann · Georg Dascher · Kurt Dossin · Fritz Fromm · Hermann Hansen · Erich Herrmann · Heinrich Keimig · Hans Keiter · Alfred Klingler · Arthur Knautz · Heinz Körvers · Karl Kreutzberg · Wilhelm Müller · Günther Ortmann · Edgar Reinhardt · Fritz Spengler · Rudolf Stahl · Hans Theilig